# 15 Pułk Piechoty (Księstwo Warszawskie)
15 Pułk Piechoty – oddział piechoty Armii Księstwa Warszawskiego.

## Organizacja pułku
Latem 1809 roku, podczas wojny polsko-austriackiej, sformowano sześć nowych pułków piechoty. By nie zadrażniać stosunków z Rosją, nadano im nazwę „galicyjsko-francuskich”. 15 pułk piechoty sformowany został kosztem departamentów poznańskiego i kaliskiego. Do 28 grudnia 1809 nosił nazwę 3 pułku piechoty galicyjsko-francuskiej.
Tworzenie nowych jednostek oparto na zakładach 3 poznańskiej dywizji stacjonującej w Wielkopolsce. 12 maja 1809 w Poznaniu, a następnie w Słupcy i Pyzdrach, rozpoczęto formowanie piechoty liniowej pod dowództwem ppłk. Emiliana Węgierskiego i strzelców ppłk. Ignacego Mycielskiego. W czerwcu formacje te liczyły już 912 żołnierzy piechoty liniowej i 846 strzelców.
Chrzest bojowy nowe formacje wielkopolskie przeszły 29 maja podczas potyczki w Łowiczu. Następnie manewrując przez teren zachodniego Mazowsza uchylając się od walki z silniejszym i lepiej uzbrojonym przeciwnikiem wiązały taktycznie wojska austriackie.
3 czerwca grupa wielkopolska wkroczyła do stolicy. Z Warszawy gen. Dąbrowski ruszył na Tomaszów, a pod Sulejowem stoczył potyczkę. W drugiej połowie czerwca maszerował przez Opoczno, Nowe Miasto, Warkę i Kozienice niszcząc po drodze drobne nieprzyjacielskie komendy.
4 lipca książę Józef Poniatowski dokonał w Radomiu przeglądu sformowanych przez Dąbrowskiego jednostek, a 9 lipca zatwierdzona została ich nowa organizacja. Strzelcy i piechota liniowa zostali złączeni w jeden nowy pułk piechoty, a jego dowódcą został pułkownik Kacper Miaskowski.
Po reorganizacji pułk maszerował dalej w kierunku Krakowa i 15 lipca stanął u jego bram. Tam dołączyły do niego dwa przybyłe z Poznania bataliony. Jednocześnie usamodzielniony został batalion strzelców. Pułk otrzymał wówczas nazwę 3 galicyjsko francuski pułk piechoty. Nazwa była swoistym kamuflażem zastosowanym wobec Rosji, pozorującym obejmowanie Galicji w imieniu cesarza Francuzów, a nie w imieniu Księstwa Warszawskiego. Dopiero traktat pokojowy z Austrią spowodował, że pod koniec grudnia sześć nowo sformowanych pułków piechoty galicyjsko-francuskiej otrzymało jednolitą numerację obowiązującą w Wojsku Polskim. Pułk 3 przemianowany został na 15 pułk piechoty. W jego skład wszedł też jeden batalion z rozformowywanego 4 galicyjsko-francuskiego pułku piechoty.
Według etatu z 1810 roku, pułk składał się ze 27 osobowego sztabu i trzech batalionów piechoty po 6 kompanii. Sztaby batalionów liczyć miały 4 osoby, a kompanie 136 żołnierzy. W sumie w pułku powinno służyć 2487 żołnierzy. Faktycznie stan osobowy oddziału był nieco mniejszy.

## Pułk w garnizonie
Proces formowania pułku zakończono jesienią 1809 w Krakowie. Jego struktura organizacyjna początkowo oparta była na etatach francuskich. Pułk tworzyły cztery bataliony po sześć kompanii oraz piąty – czterokompanijny batalion zakładowy. Etat obejmował 107 oficerów i 3686 podoficerów i szeregowych, łącznie 3793 żołnierzy. Pod koniec 1809 roku pułk liczył faktycznie 3422 żołnierzy. Po wojnie polsko austriackiej stacjonował w Krakowie.
W nowym podziale organizacyjnym Wojska Polskiego, wprowadzonym w marcu 1810, 15 pułk piechoty przydzielony został do Radomskiego Okręgu Wojskowego (nr 4). W maju 1811 wszedł w skład I Brygady Piechoty gen. Mielżyńskiego z 16 Dywizji Piechoty gen. Józefa Zajączka.
Równocześnie z wcieleniem pułku do Wojska Polskiego przeprowadzono reorganizację. Pułk składał się ze sztabu pułku i trzech batalionów; w każdym batalionie – sztab i sześć kompanii (jedna grenadierska, cztery fizylierów i jedna woltyżerska). Kompania liczyła 136 żołnierzy, batalion 820, a pułk łącznie 2487 bagnetów. W 1811 do pułku przydzielona została półkompania artylerii pieszej wyposażona w dwa działa sześciofuntowe. Utworzono też dziewiętnaste – kompanie zakładowe. W marcu 1812 etaty kompanii powiększono o 24 bagnety, a pułku do 3119 żołnierzy.
Sztandar
W Krakowie otrzymał też pułk chorągiew pułkową. Na kwadratowym płacie wykonanym z jedwabnego karmazynu widniał orzeł z białego sukna, obwiedziony srebrnym sznurkiem i haftowany białym jedwabiem. Pod orłem napis „XV Pułk Piechoty” haftowany żółtym jedwabiem. Płat przymocowany do drzewca z głowicą i napisem „WOYSKO POLSKIE”. Na głowicy umieszczony był srebrny orzeł. Pod głowicą dwie wstęgi w barwach narodowych – biała i karmazynowa.

## Pułk w działaniach bojowych

### Kampania rosyjska 1812

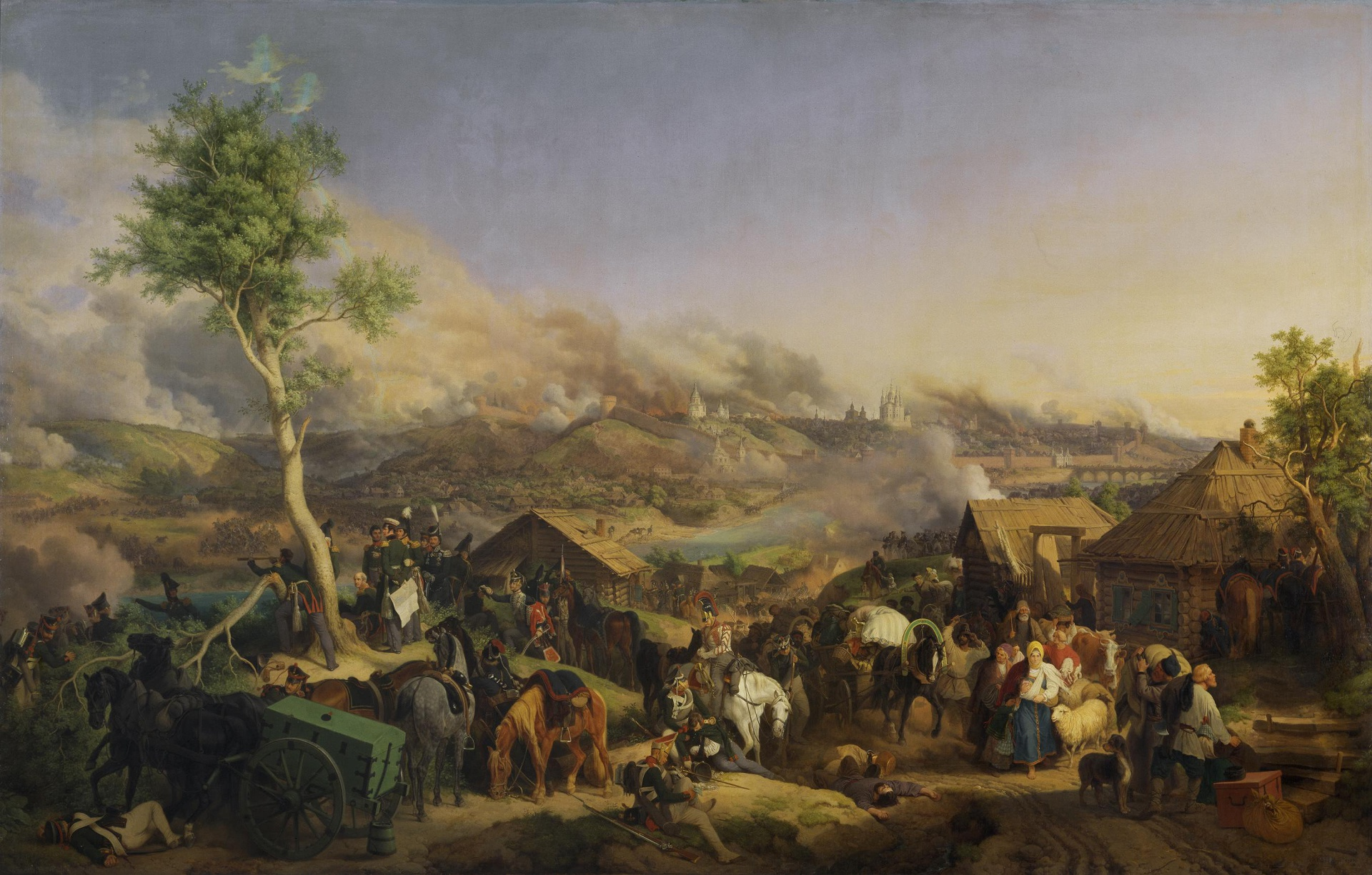
Bitwa pod Smoleńskiem

Z początkiem wojny Francji z Rosją, w maju 1812 15 pułk działając w 16 Dywizji gen. Zajączka stanął w rejonie Radzymina, a następnie ruszył przez Pułtusk, Różan i Ostrołękę starym traktem na Wilno. 29 czerwca przeprawiał się przez Niemen pod Grodnem. Tu właśnie wkroczył na ziemie zaboru rosyjskiego. Dzień wcześniej w Sejmie odczytany został Akt Konfederacji Generalnej, ogłaszający niepodległość państwa polskiego. 4 lipca pułk ruszył do Nowogródka. Po trzech tygodniach marszu przez Kojdanów, Turzec osiągnięto rzekę Berezynę, gdzie stanął w rejonie między miejscowością Berezyna a Świsłoczą. Ochraniał tam przez dwa dni przeprawę taborów i parków rezerwowych artylerii. Następnie skierowany został do Mohylewa nad Dnieprem. Osiągnął go 25 lipca. Ponieważ Rosjanie cofali się w popłochu, nie dochodziło do bezpośrednich starć. Piechota ponosiła jednak dotkliwe straty marszowe, sięgające około 30 proc. stanu osobowego. Dopiero w czasie postoju w Szkłowie i w Mohylewie dołączyli „maruderzy”. Z Mohylewa pułk ruszył na Smoleńsk i w składzie dywizji dotarł tam 16 sierpnia.
Bitwa smoleńska i pod Borodino

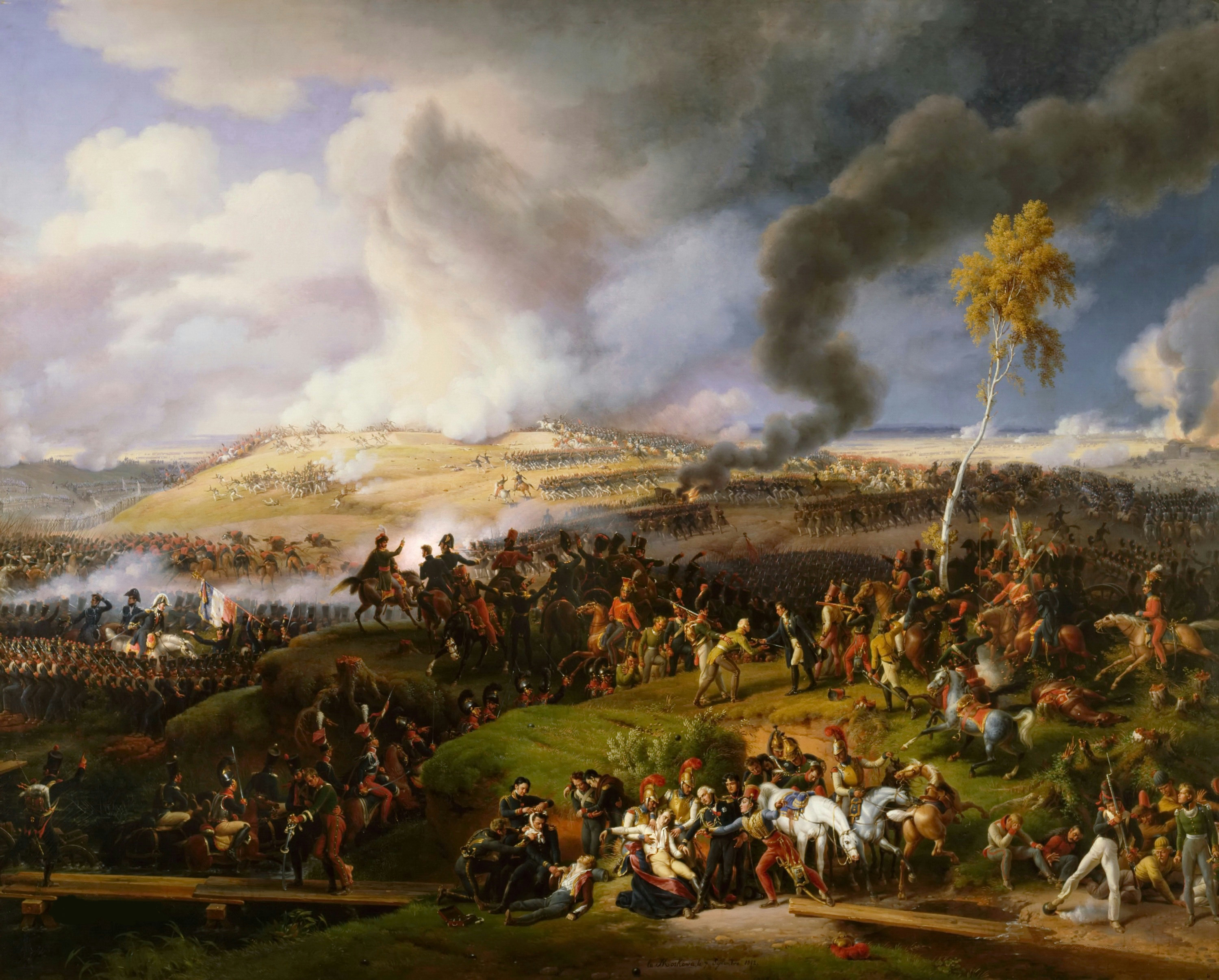
Bitwa pod Borodino

17 sierpnia o 14:00 pułk wsparty ogniem dział francuskich z marszu uderzył na przedmieście Nikolskie. Kompanie woltyżerskie pokonały parów odgradzający je od żołnierzy rosyjskich, wyrzuciły ich z nadbrzeżnych zarośli i wyszły na brzeg Dniepru. Pod ich osłoną pozostałe pododdziały przeprawiły się przez rzekę i kontynuowały natarcie. Walki trwały do zmroku. Pułk poniósł duże straty.
Nocą z 17 na 18 sierpnia patrol pułku odkrył nie bronione przejście w murze obronnym. Przez wyłom do Smoleńska weszły siły główne pułku wsparte armatami.
Miasto nie broniło się. Rosjanie opuścili je wieczorem. Zarządzono 5-dniowy odpoczynek. Wyróżniający się w walce żołnierze udekorowani zostali przez Napoleona Krzyżami Legii Honorowej.
22 sierpnia 16 Dywizja dowodzona przez gen. Izydora Krasińskiego, a w jej składzie 15 pp, ruszyła przez Dorohobuż na Moskwę. W dniach 5–7 września wzięła udział w bitwie pod Borodino. 15 pułk piechoty, liczący wtedy ok. 1500 żołnierzy, na podejściach do głównej pozycji rosyjskiej obrony bił się 5 września pod Jelnią.
7 września w całodniowym boju kilkakrotnie atakował na bagnety rosyjską piechotę, prowadząc walkę ogniową odpierał kontrataki piechoty oraz szarże kozaków i jegrów konnych.
Armia rosyjska cofała się nadal. Maszerujący w ślad za ustępującymi wojskami Kutuzowa, pułk brał udział w kolejnych bitwach. 29 września walczył pod Czerykowem (Czirikowem). Ubezpieczał tam skrzydło korpusu.
Pod koniec października zreorganizowano pułk. Składał się on od tej chwili z dwóch słabych batalionów piechoty. Liczył ok. tysiąca bagnetów.
Wielki odwrót; bitwa nad Berezyną

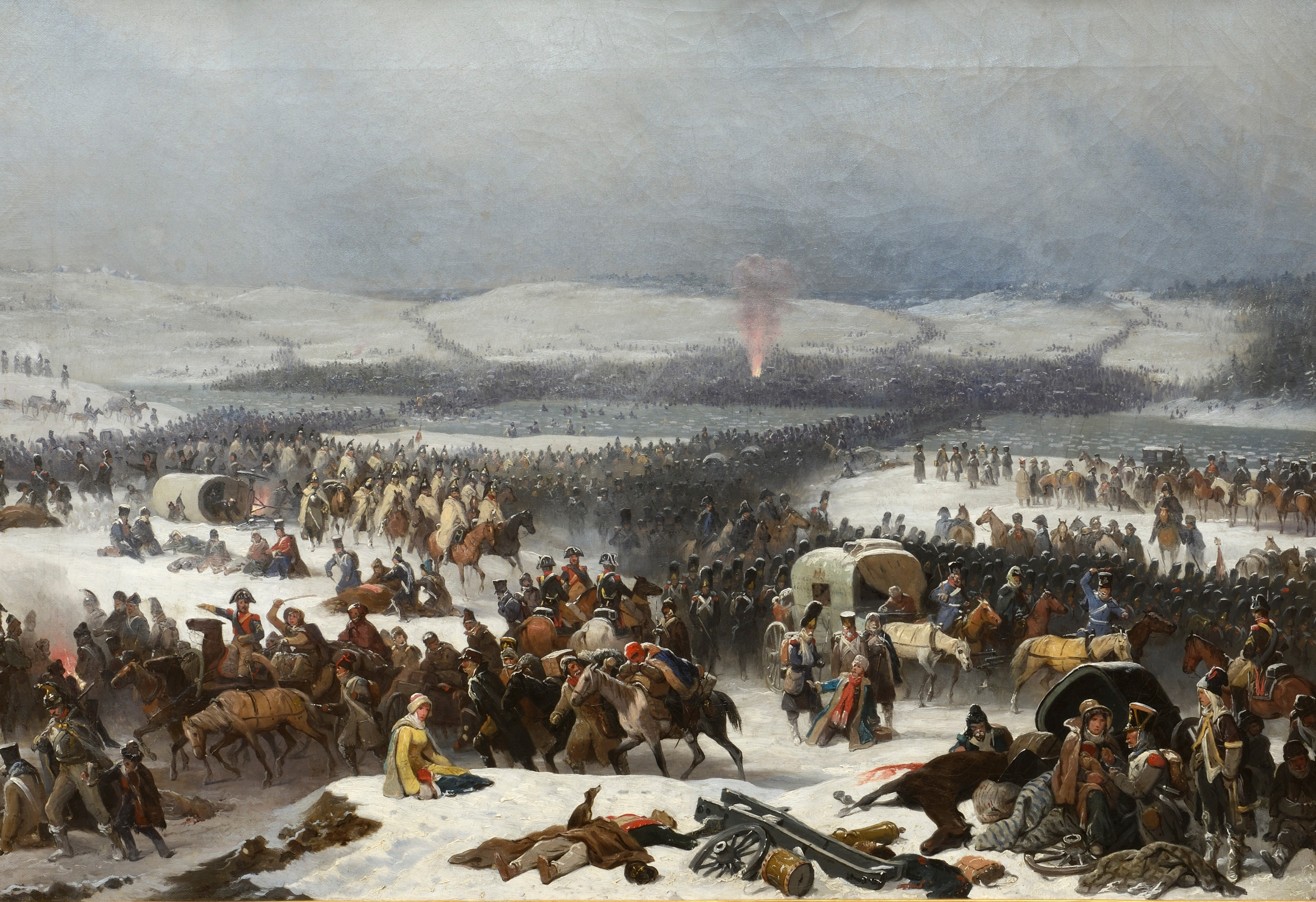
Bitwa nad Berezyną

Na szlaku odwrotu Wielkiej Armii 15 pułk piechoty walczył 25 października pod Medyną, a 3 listopada pod Wiaźmą. Po drodze odpierał ataki kozaków atamana Płatowa. Wewnątrz czworoboków piechoty maszerowała artyleria.
10 listopada do Smoleńska dotarło już tylko około 1500 żołnierzy piechoty V Korpusu, do Orszy około 1200. Tam dołączyła działająca dotąd samodzielnie 17 Dywizja gen. Dąbrowskiego. Nocą z 26 na 27 listopada pułk przeprawił się przez Berezynę po mostach stawianych m.in. przez polskich saperów.
28 listopada rozegrała się tam ostatnia wielka bitwa tej kampanii. W pierwszej fazie dywizje polskie odrzuciły przeciwnika w stronę Borysowa i wzięły licznych jeńców. 16 Dywizja liczyła wtedy ok. 300 bagnetów, a 15 pułk piechoty stanowił ekwiwalent jednej kompanii. Jednak piechota rosyjska wsparta ogniem artylerii wypierała polskie dywizje. Kontratak jazdy (głównie polskiej) powstrzymał rosyjskie natarcie i stworzył warunki do uporządkowanego odwrotu. W bitwie tej 15 pułk piechoty stracił połowę swego dotychczasowego składu. Wycofywał się jednak w szyku zwartym zachowując sztandar i broniąc pułkowych armat. Maszerował przez Oszmianę i Nowe Troki na Olitę. Tu wojska polskie przeprawiły się przez zamarznięty Niemen. Z początkiem grudnia w 16 Dywizji piechoty było tylko 190 żołnierzy. 11 grudnia ruszono przez Suwałki, Augustów, Rajgród, Szczuczyn i Łomżę do Warszawy. Po drodze dołączyły formowane na Litwie nowe pułki piechoty i jazdy.

### Odtworzenie pułku
Jeszcze w grudniu 1812 do pułkowej kompanii zakładowej wcieleni zostali nowi rekruci. W styczniu 1813 napływali również ze wschodu oficerowie i żołnierze chorzy, którzy po wyleczeniu wracali do pułku. 15 pułk piechoty od połowy stycznia reorganizował się w Jędrzejowie w departamencie krakowskim. 18 stycznia wyznaczono nowego dowódcę pułku. Został nim płk Mateusz Straszewski. Na początku lutego pułk otrzymał rozkaz przejścia do Radomska. Obok 8 pp tworzył II brygadę gen. Stefana Grafowskiego z 1 Dywizji Piechoty gen. Ludwika Kamienieckiego. 9 lutego pułk przesunięty został do Kępna, a jego 1 batalion kpt. Gabriela Dąbrowskiego do Kalisza. W rejonie Częstochowy pułk dołączono do tworzącego się korpusu ks. Józefa Poniatowskiego. Będąc w jego składzie stacjonował pod Będzinem, a następnie przeszedł pod Kraków do Tenczynka. Przez dwa kolejne miesiące intensywnie szkolono żołnierzy i uzupełniano wyposażenie. 5 maja pułk rozpoczął marsz przez Morawy i Czechy do Saksonii. Maszerował w drugiej kolumnie dowodzonej przez gen. Ludwika Kamienieckiego.
Jego 1 batalion już w połowie lutego, będąc w grupie gen. Edwarda Żółtowskiego, przeszedł przez Ostrów i Rawicz do twierdzy Głogów. 21 lutego był już w Legnicy, a cztery dni później wkroczył do Saksonii. Tam wszedł w skład odtworzonej 17 Dywizji Piechoty gen. Dąbrowskiego.

### Kampania saska 1813

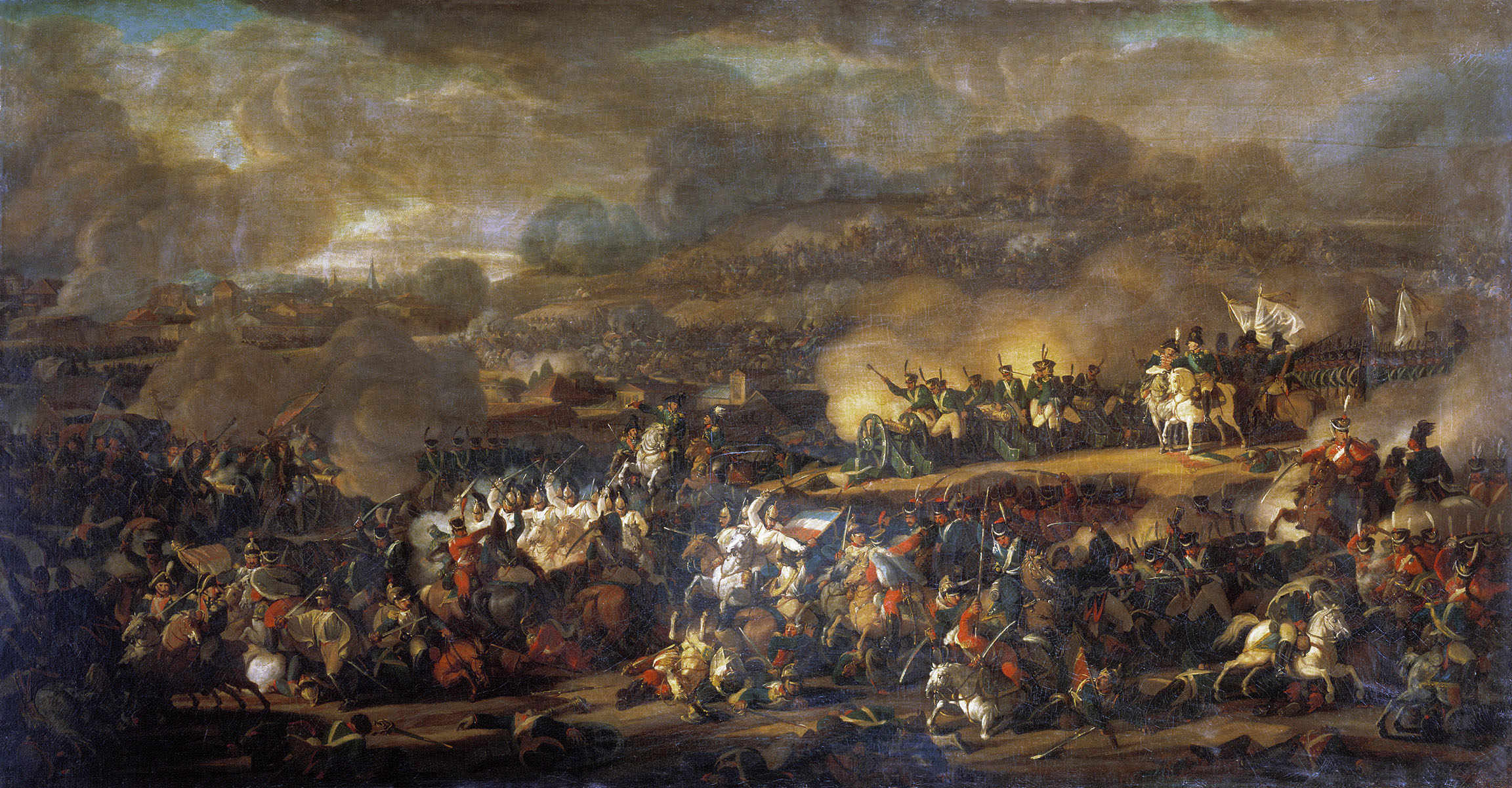
Bitwa pod Lipskiem

Śmierć ks. Poniatowskiego w Elsterze

27 czerwca w Żytawie, na terenie Saksonii, nastąpiła kolejna reorganizacja Wojska Polskiego. Utworzyło ono VIII Korpus Wielkiej Armii. W jego skład weszły 26 i 27 dywizje piechoty oraz brygada jazdy. 15 pułk piechoty wszedł w skład II brygady gen. Kazimierza Małachowskiego z 26 Dywizji gen. Kamienieckiego. Posiadał dwa czterokompanijne bataliony i liczył 1174 żołnierzy. Do sierpnia żołnierze szkolili się i nadzorowali linię demarkacyjną rozdzielającą obie strony.
Walki w południowej Saksonii
17 sierpnia pułk w składzie dywizji wyruszył z Żytawy do Eckartsberg z zadaniem zlikwidowania czeskiego klina między Żytawą a Konigstein.
W straży przedniej korpusu dowodzonej przez gen. Jana Nepomucena Umińskiego, obok pułku krakusów i szwadronu kirasjerów maszerował 1/15 pp dowodzony przez ppłk. Macieja Rybińskiego.
Pod koniec dnia, na terytorium Czech, awangarda stoczyła potyczkę z austriackim posterunkiem, zmuszając ich do wycofania się w kierunku Liberca. 21 sierpnia OW dołączył w Gabel do sił głównych korpusu. 24 sierpnia batalion ppłk. Macieja Rybińskiego powrócił do Frydlantu i wziął udział w wyrzuceniu Austriaków z Rochlic. Po akcji batalion obsadził posterunki w Hradek po obu stronach Nysy Łużyckiej.
29 sierpnia zgrupowanie gen. Umińskiego, w składzie którego walczył batalion 15 pp i pułk krakusów, został zaatakowany przez huzarów austriackich. Huzarzy zniszczyli jedną z placówek. 31 sierpnia OW gen. Umińskiego po zniszczeniu mostów wycofał się w kierunku Żytawy by 2 września dołączyć do sił głównych. Następnie przez Slukow maszerował na Lobau pozostając nadal strażą tylną korpusu. 9 września pod Ebersdorf przez cztery godziny powstrzymywał szarże kozaków i saszerów aż do czasu, gdy krakusi rozgromili pruską i rosyjską jazdę. Po otrzymaniu rozkazu odwrotu grupa gen. Umińskiego opuściła Ebersdorf i dołączyła do korpusu. Atakowany przez nadchodzącą ze Śląska armią pruskiego generała Bluchera korpus cofał się w kierunku na Budziszyn i Neustadt. 13 września pod Neustadt batalion ppłk. Rybińskiego starł się z rosyjskim batalionem piechoty i kozakami. Współdziałająca z polską jazdą piechota odparła ten atak.
We wrześniu Polacy otrzymali od Napoleona zadanie oczyszczenia południowej Saksonii z partyzantów antyfrancuskich. Grupa gen. Umińskiego, w składzie której znalazł się 2 batalion 15 pułku, tworzyła trzecią kolumnę i skierowana została na Rochlitz. Po przejściu przez Muldę rozpoznano silne oddziały partyzanckie w rejonie Chemnitz i Penig. 29 września kompania 15 pułku piechoty zaatakowała kozaków w Windisch-Leuba, rozproszyła ich i wzięła jeńców. Dwa dni później batalion 15 pułku piechoty, pod osobistym dowództwem płk. Mateusza Straszewskiego, wziął udział w wyprawie na obóz partyzancki w Penig.
9 października o 13:00 pułk ruszył z Eschfeld w pościgu za ustępującym przeciwnikiem. Płk Straszewski pierwotnie zmusił do odwrotu lewe skrzydło rosyjskiej piechoty. Kontratak Rosjan zmusił jednak go do wycofania się za wieś, gdzie piechota otrzymała wsparcie własnej artylerii.
Ppłk. Rybiński ze swym batalionem i szwadronem krakusów jeszcze tego samego dnia wieczorem uderzył na wieś Eschfeld i wyrzucił z niej Rosjan. W toku walki ranny został gen. Umiński, a oddziały polskie straciły 110 rannych i poległych żołnierzy.
10 października VIII korpus otrzymał rozkaz odstąpienia od zamiaru zdobycia Altenburga i marsz w kierunku północnym na Lipsk. 15 pułk, stanowiąc ariergardę, bronił przepraw przez rzekę. Ppłk Rybiński nakazał formowanie czworoboku i salwami bronił się przed szarżami nieprzyjacielskiej jazdy. Z ciężkiej sytuacji uratowały go przybyłe z odsieczą pułk piechoty nadwiślańskiej oraz jazda polska i francuska.
Bitwa pod Lipskiem

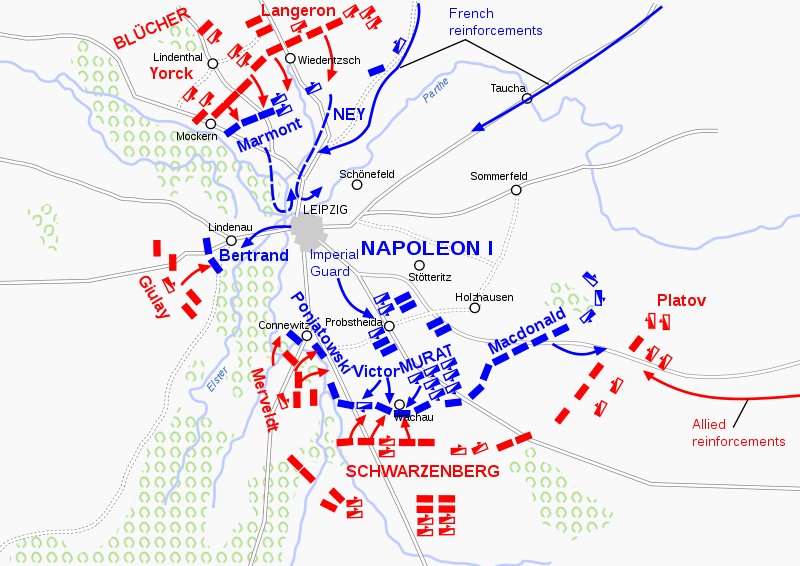
Plan bitwy – 16 października 1813

W dniach 13–15 października w okolicach Lipska skoncentrowała się Wielka Armia. 16 października 26 Dywizja gen. Małachowskiego, a w niej 15 pp zajmowała pozycje nad rzeką Pleissą. Na francuską dywizję gen. Lefola oraz 26 Dywizję uderzył 26-tysięczny korpus Merveldta. Główne uderzenie przeciwnik skierował na zniszczony most w Connewitz i w Lossing. Pod Dolitz Austriacy zajęli wyspę na Pleisie, ale dalsze wysiłki mające na celu przełamanie oporu polskiej i francuskiej dywizji nie powiodły się. Stojący na lewym skrzydle korpusu 15 pułk piechoty dowodzony przez ppłk. Macieja Rybińskiego odparł wraz z pułkiem nadwiślańskim szarżę dywizji kirasjerów. Dopiero wieczorem przeciwnik sforsował Pleissę w rejonie Dolitz. Kontratakowała z powodzeniem brygada starej gwardii, w tym batalion ppłk. Kurcyusza.
Jednodniowa przerwa w działaniach bojowych wykorzystana została na przegrupowanie wojsk. 18 października VIII korpus stanął między Connewitz i Lossing. Na jego skrzydle bronił się polski IV Korpus Kawalerii.
18 października bitwę rozpoczęła austriacka kawaleria. Polacy stracili przejściowo Dolitz i Lossing. Kontratak wykonany dywizją młodej gwardii odzyskał obie miejscowości. Jednak ponowne uderzenie siedmiu dywizji przeciwnika zmusiło Francuzów i Polaków do wycofania. Straty VIII Korpusu sięgały połowy jego stanów. 15 pułk piechoty stanowił ekwiwalent jednego słabego batalionu.
Przed świtem 19 października VIII korpus otrzymał rozkaz wycofania się na przedmieścia Lipska. Obsadził on przedpola bram Windmuhlertor i Munztor aż do Pieissy. Rankiem pod naciskiem przeważających sił austriackich pułki polskie wycofały się na bulwary. Przedwczesne wysadzenie mostu odcięło walczące na wschodnim brzegu Pleissy oddziały polskie i francuskie. Książę Józef Poniatowski próbował pokonać rzekę w bród, ale czterokrotnie ranny zginął w nurtach EIstery.
Resztki 26 Dywizji broniły się w okrążeniu obok wysadzonego mostu na Fleischerplatz. Z 15 pułku piechoty pozostała już tylko kompania pod dowództwem ppłk. Macieja Rybińskiego.
Rosyjski generał Paskiewicz zaproponował okrążonym kapitulację. Rozmowy kapitulacyjne prowadził ppłk Rybiński. W obecności cara Aleksandra, żądał on warunków honorowych dla Polaków: zachowania orłów pułkowych i białej broni u oficerów oraz oddania honorów wojskowych jeńcom. Car przyjął warunki. Nie dochowali ich jednak Austriacy. W ręce wroga dostał się orzeł i sztandar pułkowy 15 pp. Zakończyły się działania bojowe pułku w tej kampanii.

## Reorganizacja piechoty
Po abdykacji cesarza Napoleona car Aleksander, dążący do przyłączenia Księstwa Warszawskiego do Rosji, powierzył faktyczne dowództwo nad Wojskiem Polskim generałowi Dąbrowskiemu oraz zobowiązał się do odbudowy armii. 15 pułk piechoty odtwarzał się w Radomiu. Z klęski pod Lipskiem ocalał dowódca pułku płk Mateusz Straszewski i kompania 15 pułku piechoty, będąca w składzie dywizji gen. Dąbrowskiego. Ocalał też uformowany po części z żołnierzy 15 pp batalion starej gwardii ppłk. Kurcyusza. Wracali też oficerowie i żołnierze z niewoli austriackiej i rosyjskiej, oraz pozostali w Polsce w twierdzach. Do końca 1814 napłynęło do 15 pułku blisko tysiąc żołnierzy.
Wiosną 1815 nowa organizacją Wojska Polskiego w Królestwie Polskim, spowodowała, że 15 pułk piechoty przestał istnieć. W miejsce jednolitych dotąd pułków piechoty utworzonych zostało osiem pułków piechoty liniowej, cztery pułki strzelców pieszych i pułk piechoty gwardii. Część oficerów i żołnierzy 15 pułku piechoty znalazła się w utworzonym w Radomiu 5 pułku piechoty liniowej.

## Umundurowanie
Umundurowanie żołnierzy pułku składało się z granatowej kurtki i białych lub granatowych (fizylierzy) spodni. Grenadierzy nosili czapy z brązowego futra, najczęściej niedźwiedziego, zwane bermycami oraz pąsowe wyłogi, kołnierze i naramienniki. Fizylierzy mieli karmazynowe wyłogi i kołnierze, oraz żółte naramienniki. Kompanie woltyżerskie zielone naramienniki, żółte kołnierze i amarantowe wyłogi. Oprócz grenadierów żołnierze nosili granatowo-czarne rogatywki z daszkiem i umieszczoną na przodzie blachą z trąbką (woltyżerowie), w którą wpisana była „cyfra pułkowa”. Fizylierzy zamiast trąbki nosili znak orła wojskowego na tarczy amazonek.

## Chorągiew
Chorągiew pułku 15 piechoty
Na tkaninie jedwabnej karmazynowej o wymiarach 53 × 54 cm aplikowany jest orzeł z sukna białego, obwiedziony sznurkiem srebrnym i haftowany jedwabiem białym. Korona, nogi, berło i jabłko haftowane cekinami białymi. Poniżej zniszczony napis, z którego została tylko cyfra XV, haftowana jedwabiem żółtym. Wkoło frędzla srebrna. Odwrotna strona taka sama, lecz z odwróconym rysunkiem i cyfrą. Na drzewcu tablica. Na tle żelaznym, czarno szmelcowanym, litery złocone: „PUŁK ... PIECHOTY”, na odwrocie: „WOYSKO POLSKIE”. Przed 1898 rokiem pod tuleją wisiały dwie wstęgi, jedna biała, druga karmazynowa.

## Dowódcy pułku
- płk Kacper Miaskowski (9 lipca 1809)[8]
- mjr Maciej Rybiński (prowadził pułk po bitwie nad Berezyną)
- płk Maciej Straszewski (18 stycznia 1813)[8]
- ppłk Maciej Rybiński

## Kawalerowie Virtuti Militari
Żołnierze pułku odznaczeni Orderem Virtuti Militari:
Krzyżem Kawalerskim
- pułkownik Kacper Miaskowski[9]
- kapitan Jan Orłowski[10]

Krzyżem Złotym
- kapitan Gabriel Dąbrowski[11]
- kapitan Jan Kossowski[12]
- kapitan Tomasz Krzywoszyński[12]
- kapitan Ludwik Majewski[12]
- kapitan Wojciech Przepolewski[13]
- kapitan Teodor Roznowski[13]
- kapitan Benon Zdziennicki[14]
- porucznik Stanisław Tomaszewski[15]

Krzyżem Srebrnym
- kapral Jan Dańkiewicz[16]
- żołnierz Michał Drombija[17]
- furier Dmitrów Iwanów[16]
- urzędnik zdrowia Klemens Jędrzejowski[18]
- żołnierz Józef Kamiński[19]
- podporucznik Jan Koperski[20]
- kapral Józef Krasnodębski[21]
- sierżant Jan Kuczborski[22]
- sierżant Jan Kwaśniewski[22]
- sierżant starszy Jan Leszczyński[23]
- sierżant Medyński[24]
- sierżant Antoni Ostrowski[24]
- trębacz Karol Rosenfeld[25]
- adiutant podoficer Jan Szynalski[18]
- kapral Walenty Trzciński[26]
- sierżant Kazimierz Wilamowicz[27]
- sierżant starszy Wawrzyniec Włochowicz[23]
- sierżant starszy Jan Zamojski[23]

## Walki pułku
Pułk brał udział w walkach w okresie inwazji na Rosję 1812 roku i kampanii 1813 roku.
Bitwy i potyczki:
- Smoleńsk (17 sierpnia 1812),
- Jelnia (5 września 1812),
- Możajsk (7 września 1812),
- Czirików (29 września 1812)[g],
- Medyna (25 października 1812)
- Wiaźma (3 listopada 1812)
- nad Berezyną (28 listopada),
- Wilno (10 grudnia 1812),
- Ebersdorf (6 września 1813),
- Neustadt (15 września 1813),
- Eschfeld (9 października 1813)
- Lipsk (18–19 października 1813).